# Sawankhalok (huyện)
Sawankhalok (tiếng Thái: สวรรคโลก) là một huyện (amphoe) ở phía bắc thuộc tỉnh Sukhothai, miền nam Thái Lan.

## Địa lý
Các huyện giáp ranh (từ phía nam theo chiều kim đồng hồ): Si Samrong, Thung Saliam, Si Satchanalai, Si Nakhon thuộc tỉnh Sukhothai, Phichai thuộc tỉnh Uttaradit, Phrom Phiram thuộc tỉnh Phitsanulok.

## Hành chính
Huyện này được chia thành 14 phó huyện (tambon), các đơn vị này lại được chia ra thành 143 làng (muban). Suwankhalok là một thị xã (thesaban mueang) và nằm trên toàn bộ tambon Mueang Suwankhalok. Có 13 Tổ chức hành chính tambon.
| STT. | Tên                | Tên Thái     | Số làng | Dân số |  |
| ---- | ------------------ | ------------ | ------- | ------ |  |
| 1.   | Mueang Sawankhalok | เมืองสวรรคโลก | 9       | 18.480 |  |
| 2.   | Nai Mueang         | ในเมือง       | 14      | 7.918  |  |
| 3.   | Khlong Krachong    | คลองกระจง    | 9       | 5.174  |  |
| 4.   | Wang Phinphat      | วังพิณพาทย์     | 4       | 828    |  |
| 5.   | Wang Mai Khon      | วังไม้ขอน      | 11      | 1.717  |  |
| 6.   | Yan Yao            | ย่านยาว       | 12      | 8.887  |  |
| 7.   | Na Thung           | นาทุ่ง         | 12      | 5.347  |  |
| 8.   | Khlong Yang        | คลองยาง      | 12      | 7.386  |  |
| 9.   | Mueang Bang Yom    | เมืองบางยม    | 5       | 2.976  |  |
| 10.  | Tha Thong          | ท่าทอง        | 8       | 3.746  |  |
| 11.  | Pak Nam            | ปากน้ำ        | 12      | 7.040  |  |
| 12.  | Pa Kum Ko          | ป่ากุมเกาะ     | 14      | 8.261  |  |
| 13.  | Mueang Bang Khlang | เมืองบางขลัง   | 13      | 5.137  |  |
| 14.  | Nong Klap          | หนองกลับ      | 8       | 6.004  |  |